# Ácido 3-(3,4-di-hidroxifenil)láctico
Ácido 3-(3,4-di-hidroxifenil)láctico, ou ácido 3-(3,4-di-hidroxifenil)-2-hidroxipropanoico, é o composto orgânico de fórmula química C9H10O5, massa molecular 198,17270 , SMILES OC(Cc1ccc(O)c(O)c1)C(O)=O.
É um dos três componentes das injeções de Salvia miltiorrhiza, junto do ácido protocatecuico e do aldeído protocatecuico.